# Crook (Durham)
Crook – miasto w Wielkiej Brytanii, w Anglii, w regionie North East England, w hrabstwie Durham. W 2007 r. miasto to zamieszkiwało 16 134 osób.
W tym mieście mieści się klub piłkarski - Crook Town A.F.C.